# Ген, Виктор
Ви́ктор Ама́ндус (Амаде́ус) Ген, (нем. Victor Amandus Hehn; 9 октября 1813, Дерпт, Лифляндская губерния — 21 марта 1890, Берлин) — историк прибалтийско-немецкого происхождения. Автор многочисленных работ по культурной истории, литературоведению, а также путевых очерков. Сын секретаря Дерптского ландгерихта Густава Генриха Гена (1775—1823); правнук историка Ливонии, бургомистра Дерпта Фридриха Конрада Гадебуша; зять пастора Людвига Августа Кёрбера.

## Биография
Виктор Ген родился в семье судьи и секретаря Дерптскаго ландгерихта, а в прошлом пастора церкви Св. Марии в Отепя. Из-за проблем со здоровьем, ещё до рождения сына отец был вынужден оставить церковную службу, перебраться в Дерпт и переквалифицироваться в юристы.
Начальное образование Ген получил в частных училищах сначала госпожи Берг, затем Астмуса Диттлера, окончив которую поступил в гимназию. Со смертью отца в 1823 г. семья стала испытывать проблемы со средствами, поэтому уже в гимназии мальчику пришлось подрабатывать, что, правда, не помешало ему серьёзно увлечься литературным творчеством. Уже в столь юные годы он сочинял стихотворения, романсы, написал повесть. Его детские произведения были замечены, хотя фурора Ген не произвел.
Окончив гимназию, в 1830 г. Ген поступил на историко-филологический факультет Дерптского университета. Имея возможность учиться только при условии постоянной работы, он одновременно занял место учителя и надзирателя в училище Диттлера, где когда-то сам и учился.
В 1834 г. Ген завершил учёбу в университете и, получив по представленному сочинению: «Quaestiones Homerice» степень кандидата, отправился частным наставником сначала в Могилев, затем в Житомир и, вскоре, Вильно, где служил в доме генерала, барона Ф. К. фон Гейсмара. Наконец, вернувшись в Ливонию, Ген в Лимбажи учительствовал в доме барона Лилинфельда.
Так продолжалось до 1838 г., когда скопив небольшую сумму, Ген решил отправиться в длительное странствование по Европе. В Швецию он прибыл морским путём, откуда предпринял пешее путешествие в Германию. В Берлине он задержался в университете до лета следующего года. Именно здесь Ген попал под влияние гегелевской философии и познакомился со сравнительно-историческим языковеденьем. В конце мая 1839 г. Ген продолжил путешествие в Италию.
Пешком он сначала добрался до Праги, затем через Нюрнберг и Регенсбург до Мюнхена. Дальше путь лежал через Альпы в северную Италию. Конечным пунктом назначения был Рим. Двигаясь по Европе, Ген не забывал вести естественно-научные наблюдения, которые вылились в его «зоологическо-монографическое эссе». Не пренебрегал он и литературным творчеством. Новелла «Присцилла» была написана им именно во время итальянского путешествия. Главное же, пребывание в Италии возбудило у Гена страстную любовь к античному Mиру, что во многом определило направление его последующих научных работ. На обратном пути, в 1840 г. Ген посетил Францию, которая, правда, «не разбудили в нём симпатии». Тем же летом через Бельгию и Германию он отправился в родную Ливонию.
Вернувшись летом 1840 года домой, Ген уже в ноябре успешно прочитал пробную лекцию на русском языке и со следующего года в чине титулярного советника был принят учителем высшего Перновского уездного училища. Именно к этому периоду деятельности Гена относятся два его фундаментальных историко-географических труда «Zur Charakteristik der Römer» и «Über die Physiognomie der italienischen Landschaft», посвященных Италии.
В июле 1846 года Ген был приглашен преподавателем немецкого языка в Дерптский университет. Здесь он сразу расширил сферу своей деятельности и стал читать лекции о Гёте, Шиллере, Вульфе и Нибелунгах. Далеко выйдя за рамки программы, Ген рассуждал со студентами о немецкой и готской грамматике, проводил занятия по стилистике. По мнению профессора Томаса Татерки из Риги, Ген не ограничивал себя преподаванием древней литературы и широко знакомил студентов с современными писателями, которых в других университетах стали изучать только десятилетия спустя.
К сожалению, деятельность в университете пришлось вскоре прекратить. В 1851 г. по весьма надуманным обстоятельствам Ген был арестован, препровожден Петербург и заключен в Петропавловскую крепость. Дело в том, что в течение многих лет он находился в дружеской переписке с баронессой Марией фон Брюнингк, которая оказалась причастной к организации побега из берлинской крепости Шпандау осужденного к пожизненному заключению немецкого поэта, художественного критика и, как оказалось, революционера Готфрида Кинкеля. Российская тайная полиция по просьбе германских властей арестовала всех, кто хотя бы отдаленно был связан с Г. Кинкелем. Следствие велось три месяца. В итоге, вину Гена доказать не удалось и он был выпущен на свободу. Но, для верности, власти обязали его под надзором полиции проживать в Туле. Без вины виноватый, в 1851—1855 гг. Виктор жил в этом городе на скромные заработки частного преподавателя музыки.
Со смертью Николая I, не будучи осужденным, Ген был помилован и почти сразу по протекции своего давнего друга — Е. Е. Беркхольца приглашен в Петербург на должность сверхштатного библиотекаря Императорской Публичной библиотеки. Директором библиотеки в те годы был барон М. А. Корф — соученик А. С. Пушкина по Лицею. Заработок оказался очень низким и Ген через несколько месяцев службы уже собирался покинуть Петербург, но в 1856 г. в библиотеке была создана комиссия по изучению истории царствования Николая I. Главными исполнителями этой работы Корф видел Гена и Е. Е. Беркхольца. Его прошение на имя царя было удовлетворено, и оба друга, получив должности высших библиотечных надзирателей, вошли в состав комиссии.
Годы жизни Гена в столице Империи оказались наиболее продуктивными на научные труды и публикации. Кроме написанного для комиссии обширного обзора о внешней политике Николая I, Ген выступил с рядом докладов в Петербургской Академии наук. В шестидесятые годы им были написаны несколько статей для журнала «Baltische Monatsschrift», главным редактором которого, к тому времени стал Е. Е. Беркхольц. Кроме того, Ген продолжил работу над заметками об итальянском путешествии.
16 апреля 1864 года Ген, к тому времени произведенный в коллежские советники, был назначен старшим библиотекарем Императорской Публичной библиотеки. Через 9 лет, в 1873 году, уже в чине действительного статского советника он вышел в отставку и вскоре покинул Россию. Ген поселился в Берлине где прожил ещё 17 лет. Германский период жизни Гена оказался гораздо менее продуктивным, хотя два университета, Марбургский и Дерптский, присвоили ему степень почетного доктора. В Берлине Ген и скончался 9 марта 1890 г.
Сегодня Виктора Гена помнят лишь в Европе, и не только как немецкоязычного писателя, оставившего весьма богатое литературное наследие и одного из лучших знатоков Гёте, но и как, одного из основоположников Курганной теории происхождения носителей индоевропейских языков, которая окончательно сформировалась почти 100 лет спустя — лишь в 1950-е годы. Именно Ген впервые соединил результаты археологических и лингвистических исследований для попытки определения места происхождения праиндоевропейцев. Тогда его идеи были поддержаны только Отто Шрадером.
Сейчас на западе нередко подчеркивают «антирусскость» Гена. Основанием для этого служит весьма вольная трактовка дневников Гена, изданная Теодором Шиманном в Штунгарте через два года после смерти их автора. В тенденциозном изложении Шиманна, для Гена русские были варварами и дикими азиатами. Очевидно, для Шиманна не осталась незамеченным мнение Гена, который в своих археолого-лингвистических сопоставлениях самыми консервативными из всех индоевропейцев посчитал славян. «Творчески развив» рассуждения Гена, Шиманн невольно создал предпосылки для того, чтобы десятилетия спустя нацисты использовали идеи Гена в изложении Шиманна в собственной антиславянской и антибольшевистской риторике.

## Сочинения
- Kulturpflanzen und Hausthiere in ihrem Übergang aus Asien nach Griechenland und Italien sowie das übrige Europa. Historisch-linguistische Skizzen. Berlin 1870, 5. Aufl. 1888, 9. Aufl. 1963 = Reprint der 8. Aufl. von 1911. Рус. пер.: Культурные растения и домашние животные в их переходе из Азии в Грецию, Италию, а также и в остальную Европу, историко-лингвистические эскизы (1872)
- Die Physiognomie der italienischen Landschaft (1844)
- Italien, Ansichten und Streiflichter (1867), рус. пер.: Италия, взгляды и беглые заметки (1872)
- Das Salz (1873)
- Gedanken über Goethe (1887)
- Über Goethes Hermann und Dorothea (1893)
- Tagebuchblätter (1892)
- Reisebilder aus Italien und Frankreich (1894)